# 林海别墅
莫干山546号又名林海别墅，位於浙江省湖州市德清縣莫干山景區境內。
莫干山546号林海别墅建于1934年，业主为张啸林。道路对面为杜月笙别墅（莫干山547号）。
林海别墅包括并列的A、B两幢建筑，分别为中式和西式，形成鲜明的对照。546A静乐轩是一幢地道的江南古典厅堂建筑，两块匾额“风月无边”和“百忍堂”分别为孔德成和徐世昌所题，对联则为刘春霖所题。546B则是两层的西式外廊建筑。
抗战后，此处作为逆产被国民政府没收。后为浙江省工商行政管理局休养所。
2006年5月，莫干山546号作为莫干山別墅群的一部分，被國務院列為第六批全國重點文物保護單位。

## 外部連結
- 莫干山